# معسكر دريتيلي
معسكر دريتيلي كان معسكر اعتقال تديره قوات الدفاع الكرواتية ثم مجلس الدفاع الكرواتي فيما بعد أثناء حرب البوسنة والهرسك.

## المعسكر
كان المعسكر يقع بالقرب من سابليينا ومديوغوريه في جنوب البوسنة والهرسك. كان المعسكر في الأصل ثكنات لجيش يوغوسلافيا الشعبي وكان في الأساس من الخرسانة مع ستة مستودعات إلى جانب نفقين خرسانيين تم حفرهما في سفوح التلال. تبلغ مساحة كل مستودع حوالي 200 متر مربع يمكن للكروات البوسنيين أن يستوعبوا ما بين 400 و 700 سجين. خلال عام 1992 اعتقل قوات الدفاع الكرواتية المدنيين ومعظمهم من الصرب الذين تم احتجازهم في ظروف غير إنسانية بينما تم اغتصاب المعتقلات.
احتجز مجلس الدفاع الكرواتي الرجال البوسنيين في معسكر دريتيلي بشكل أساسي من أبريل إلى سبتمبر 1993 مع بعض البوشناق المحتجزين هناك حتى أبريل 1994 تقريبا. بلغ عدد نزلاء سجن دريتيلي ذروته في 11 يوليو 1993 عندما احتجز مجلس الدفاع الكرواتي حوالي 2270 رجل من البوشناق في السجن. بعد ذلك بلغ متوسط عدد المعتقلين حوالي 1700 رجل من البوشناق.
خلال الفترة من 30 يونيو حتى منتصف يوليو 1993 أجرت سلطات الجمهورية الكرواتية في البوسنة والهرسك / مجلس الدفاع الكرواتي اعتقالات جماعية لرجال من البوشناق بمن فيهم أعضاء من البوشناق في مجلس الدفاع الكرواتي واحتجز العديد منهم في سجن دريتيلي. احتجزت سلطات الجمهورية الكرواتية في البوسنة والهرسك / مجلس الدفاع الكرواتي واستمرت في احتجاز رجال من البوشناق في مخيم دريتيلي بغض النظر عن وضعهم المدني أو العسكري بما في ذلك عدد من الصبية الذين تقل أعمارهم عن ستة عشر عام والرجال الأكبر من الستين. لم تبذل سلطات الجمهورية الكرواتية في البوسنة والهرسك / مجلس الدفاع الكرواتي أي جهد صادق أو كاف للتمييز بين المعتقلين العسكريين والمدنيين أو لإطلاق سراح المحتجزين المدنيين بشكل عام. خلال شهري أغسطس وسبتمبر 1993 تضمنت معايير مجلس الدفاع الكرواتي للإفراج عن الرجال المسلمين البوسنيين من الاحتجاز الزواج من امرأة كرواتية أو حيازة تأشيرة وخطاب ضمان لمغادرة البوسنة والهرسك إلى بلد آخر. تم ترحيل العديد من المسلمين البوسنيين المحتجزين في سجن دريتيلي من قبل سلطات الجمهورية الكرواتية في البوسنة والهرسك / مجلس الدفاع الكرواتي إلى دول أخرى عبر جمهورية كرواتيا.
كانت الظروف في سجن دريتيلي قاسية وغير صحية بسبب الاكتظاظ وسوء التهوية وعدم وجود أسرة ونقص الفراش والمرافق الصحية غير الملائمة. وفر مجلس الدفاع الكرواتي للمحتجزين ما يكفي من الطعام والماء وكثيرا ما كانت تجعلهم يأكلون في ظروف قاسية ومهينة. في حرارة منتصف يوليو 1993 أبقى مجلس الدفاع الكرواتي المعتقلين محبوسين بدون طعام وماء لعدة أيام مما أدى إلى وفاة محتجز بوسني مسلم واحد على الأقل.
طوال الوقت الذي احتُجز فيه البوشناق في سجن دريتيلي كان أعضاء مجلس الدفاع الكرواتي بما في ذلك مأمور السجن وأعضاء وحدات مجلس الدفاع الكرواتي غير الملحقة بالسجن يتعرضون للتعذيب من خلال الضرب والمعاملة القاسية بما في ذلك الخوف المستمر من الإيذاء الجسدي والنفسي. وأُجبر معتقلو البوشناق في بعض الأحيان على ضرب أو إساءة معاملة معتقلي البوشناق الآخرين. وتعرض المعتقلون البوسنيون المحتجزون في زنزانة العزل للمعاملة الوحشية بشكل خاص. تعرض المعتقلون البوسنيون للمضايقة والإهانات العرقية والإذلال والجلد والتعليق من أذرعهم لفترات طويلة.
أدت أعمال وممارسات مجلس الدفاع الكرواتي إلى إصابات خطيرة ووفيات عرضية للعديد من معتقلي البوشناق. مات ما لا يقل عن أربعة معتقلين بوسنيين في معسكر دريتيلي نتيجة تعرضهم للضرب أو إطلاق النار من قبل أعضاء مجلس الدفاع الكرواتي.

## المحاكمات
في نوفمبر 1994 أدين رفيق ساريتش وهو سجين بوسني تمت ترقيته لاحقا إلى واجب الحراسة بتهمة تعذيب البوشناق من قبل محكمة دنماركية.
في ديسمبر 2008 أدين ميرساد ريباك جندي بوسني في قوات الدفاع الكرواتية بارتكاب جرائم ضد المدنيين الصرب من قبل محكمة نرويجية أدنى. تمت تبرئة ريباك في عام 2010 من قبل المحكمة العليا في النرويج من تهم تتعلق بجرائم حرب وجرائم ضد الإنسانية. وقد وجهت إليه تهم بالفقرات من القانون التي لم تكن موجودة وقت ارتكاب جرائمه المزعومة وبالتالي فإن الإدانة لم تكن متوافقة مع دستور النرويج. سقط الحكم النهائي في القضية في 13 أبريل 2011. حكمت المحكمة العليا على ريباك بالسجن 8 سنوات بتهمة «الحرمان من الحرية مما أدى إلى معاناة شديدة وغير عادية».
في يناير 2010 ألقي القبض على حارس سابق في معسكر دريتيلي للاشتباه بارتكابه جرائم حرب. أحمد ماكيتان جندي بوسني في قوات الدفاع الكرواتية وجهت إليه تهمة اختطاف وتعذيب واعتداء وإساءة معاملة سجناء صرب البوسنة والهرسك من قبل محكمة سويدية.
في 2 مارس 2012 قدم الادعاء في البوسنة والهرسك لائحة اتهام ضد قادة قوات الدفاع الكرواتية أو الحراس في المعسكر إيفان زيلينيكا وسريكو هرسك وأديب بوليوبشيتش وإيفان ميديتش ومارينا غروبيتش - فيزيتش بتهم ارتكاب جرائم ضد الإنسانية تجاه الصرب.

### محاكمة المحكمة الجنائية الدولية ليوغوسلافيا السابقة
تم اتهام كل من يادرانكو برليتش وبرونو ستوييتش وسلوبودان برالياك وميليفوي بيتكوفيتش وفالنتين تشوريتش وبيريسلاف بوشيتش بكونهم جزء من مشروع إجرامي مشترك من نوفمبر 1991 إلى أبريل 1994 للتطهير العرقي لغير الكروات من مناطق معينة من البوسنة والهرسك. ورد في لائحة الاتهام أن أعضاء المؤسسة (إلى جانب مجلس الدفاع الكرواتي) أقاموا وأداروا شبكة من معسكرات الاعتقال بما في ذلك معسكر هيليودروم ومخيم دريتيلي لاعتقال واحتجاز وسجن الآلاف من البوشناق. وزُعم أن البوسنيين في المعسكرات جوعوا وتعرضوا «للإساءات الجسدية والنفسية بما في ذلك الضرب والاعتداءات الجنسية».
يُتهم المتهمون الستة على أساس المسؤولية الجنائية الفردية ومسؤولية الرؤساء بموجب المادتين 7 (1) و 7 (3) من النظام الأساسي على التوالي عن:
- تسع تهم للانتهاكات الجسيمة لاتفاقيات جنيف (القتل العمد والمعاملة اللاإنسانية (الاعتداء الجنسي) والترحيل غير القانوني لمدني والنقل غير القانوني لمدني والحبس غير القانوني لمدني والمعاملة اللاإنسانية (ظروف الحبس) والمعاملة اللاإنسانية وواسعة النطاق تدمير الممتلكات دون أن تكون هناك ضرورة عسكرية تبرر ذلك وبطريقة غير مشروعة وتعسفية والاستيلاء على الممتلكات دون أن تكون هناك ضرورة عسكرية تبرر ذلك وبطريقة غير مشروعة وتعسفية).
- تسع تهم بانتهاك قوانين أو أعراف الحرب (المعاملة القاسية (ظروف الحبس) والمعاملة القاسية والعمل غير القانوني والتدمير العشوائي للمدن أو البلدات أو القرى أو التدمير الذي لا تبرره ضرورة عسكرية والتدمير أو الإضرار المتعمد بالمؤسسات مخصص للدين أو التعليم ونهب الممتلكات العامة أو الخاصة وهجوم غير قانوني على المدنيين وإرهاب المدنيين بشكل غير قانوني والمعاملة القاسية).
- ثماني تهم بارتكاب جرائم ضد الإنسانية (اضطهاد لأسباب سياسية وعرقية ودينية وقتل واغتصاب وترحيل وأعمال غير إنسانية (نقل قسري) وسجن وأعمال غير إنسانية (ظروف الحبس) وأفعال غير إنسانية).

كان المرتزق السويدي السابق من النازيين الجدد والذي أدين لاحقا سارق البنك وقاتل الشرطة جاكي أركلوف متمركز في المعسكر كحارس أثناء وجوده في وحدة لودفيغ بافلوفيتش وأدين من قبل محكمة سويدية في عام 2006 بتهمة التعذيب الوحشي للسجناء هناك وهي جرائم ارتكبها سبق أن أدين بارتكاب جريمة في البوسنة والهرسك في 1994 ولكن لم تتم معاقبته.